# Otto Leodolter
Otto Leodolter (n. 18 martie 1936, Mariazell, Stiria, Statul Federal al Austriei – d. 16 decembrie 2020, Ried im Innkreis, Austria Superioară, Austria) a fost un săritor cu schiurile ce a reprezentat Austria, medaliat olimpic. A participat la o ediție a Jocurilor Olimpice (1960) în care a câștigat o medalie de bronz.

## Participări
Lista de mai jos prezintă principalele competiții la care a participat Otto Leodolter de-a lungul carierei.
- ski jumping at the 1960 Winter Olympics[*]